# Pseudotaxiphyllum densum
Pseudotaxiphyllum densum är en bladmossart som beskrevs av Iwatsuki 1987. Pseudotaxiphyllum densum ingår i släktet Pseudotaxiphyllum och familjen Plagiotheciaceae. Inga underarter finns listade i Catalogue of Life.